# Little Bit O' Soul
«Little Bit O' Soul» es una canción escrita en 1964 por los compositores británicos John Carter y Ken Lewis. 
Originalmente fue grabada por una desconocida banda de Coventry, Inglaterra. llamada The Little Darlings y fue lanzada en 1965 por Fontana Records. Aunque tuvo un cierto éxito local, la canción fue popularizada internacionalemnte por la banda estadounidense The Music Explosion, dos años después.
Carter y Lewis habían escrito previamente grandes éxitos de The Ivy League y de Herman's Hermits, entre otros.

## Versión de The Music Explosion
La canción fue un éxito internacional gracias a The Music Explosion,  una banda estadounidense de  garage rock de corta vida,  originaria de  Mansfield, Ohio. 
Esta versión alcanzó el número dos en el Billboard Hot 100 en 1967 y fue galardonada con un disco de oro por la RIAA. Sin embargo, fue el único éxito alcanzado por dicha banda. 
Esta versión es notable por el uso de un riff de bajo que se escucha a lo largo de toda la canción, tocado por Burton "Butch" Stahl.
La canción fue lanzada como sencillo (lado B "I See the Light") y posteriormente apareció en el álbum del mismo nombre.

## Otras versiones
«Little Bit O' Soul fue» versinada años más tarde por bandas de los más diversos géneros musicales, como The Ramones, Dodging Susan y 2 Live Crew, quienes hicieron samples de la melodía.
En 1973, el grupo pop español Fórmula V utilizó ciertos acordes de esta canción para su éxito "Eva María", sin acreditarse a sus creadores originales.